# Шуангоу

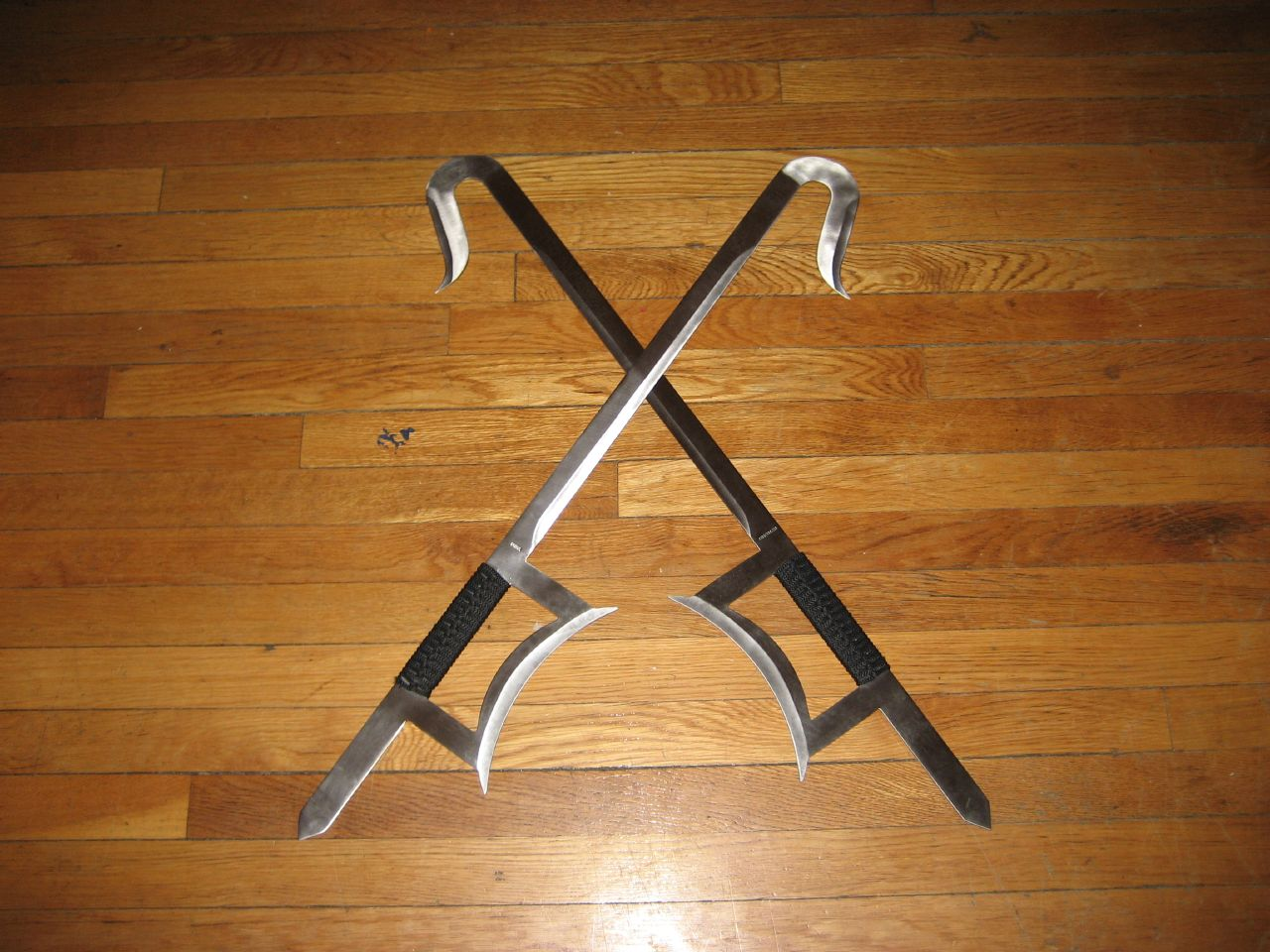
Классический современный вариант.

Шуангоу (кит. упр. 双钩, пиньинь shuāng gōu, буквально: «парные крюки») или просто гоу (кит. упр. 钩, буквально: «крюк») — китайское холодное оружие.
Появление ранних типов этого оружия относят к периоду Весны и Осени или Воюющих царств (VIII—III в. до н. э.). Наиболее известная разновидность назвалась «парные крюки головы тигра».
Классический вариант шуангоу имеет следующую конструкцию. Основная часть оружия выполнена в виде стальной полосы, один конец которой загнут в виде крюка, а второй конец у рукояти — заострён. В области рукояти с помощью двух креплений присоединена гарда в виде Месяца, острыми концами направленного наружу. Затачивалась передняя часть клинка, вогнутая часть «месяца» и внешняя сторона крюка. Общая длина оружия — около 1 метра.
Шуангоу применялись, главным образом, в парном варианте (отсюда и название). Они использовались для нанесения рубящих ударов, зацепов крюком. Рубящие и колющие удары можно было наносить и месяцевидной гардой, а колющие — острым противоположным ко крюку концом. Иногда внутренняя сторона крюка не была заточена, что позволяло использовать хват за эту часть оружия и наносить удары, как топором. Можно было сцепить шуангоу крюками, и, таким образом, внезапно увеличить дистанцию атаки.
В Китае существовало много аналогов гоу, из-за конструктивных особенностей имевших другие названия. К ним относятся, например, цзи чжуа инь-ян жуй и куа ху лань, отличавшиеся формой деталей и наличием дополнительных элементов. Оружие, известное как «серп куриного когтя» и «серп куриной сабли» (кит. упр. 鸡鐮, пиньинь jī lián, палл. цзи лянь), по конструкции было схоже с мечом, но вместо острия имело крюк, а также — небольшой дополнительный крюк или шип.
В наше время работа с этим оружием практикуется в некоторых школах ушу, в частности, в шаолинь цюань.
В современной культуре этим оружием пользуется Кабал из видеоигры Mortal Kombat.
А в игре For Honor шуангоу использует персонаж Нуса из фракции У Линь.
Кроме того, используется персонажем Джет в мультсериале Аватар: Легенда об Аанге.
Также, шуангоу используется в многих файтингах на компьютерных и мобильных платформах (к примеру: Shadow Fight 2; Shadow Fight 3).